# (473132) 2015 JZ6
(473132) 2015 JZ6 es un asteroide perteneciente al cinturón de asteroides, descubierto el 29 de septiembre de 2003 por el equipo del Spacewatch desde el Observatorio Nacional de Kitt Peak, Arizona, Estados Unidos.

## Designación y nombre
Designado provisionalmente como 2015 JZ6 .

## Características orbitales
2015 JZ6 está situado a una distancia media del Sol de 2,689 ua, pudiendo alejarse hasta 2,770 ua y acercarse hasta 2,607 ua. Su excentricidad es 0,030 y la inclinación orbital 5,891 grados. Emplea 1610 días en completar una órbita alrededor del Sol.

## Características físicas
La magnitud absoluta de 2015 JZ6 es 16,9. Tiene 2,348 km de diámetro y su albedo se estima en 0,032.